# Музей электрического транспорта Санкт-Петербурга
Экспозиционно-выставочный комплекс городско́го электри́ческого тра́нспорта Са́нкт-Петербу́рга (бывш. Музей городского электрического транспорта) — подразделение ОСП СПб ГУП «Горэлектротранс» «Трамвайный парк № 3», содержащее на балансе собрание экспонатов, демонстрирующих этапы развития электротранспорта на территории Санкт-Петербурга. Основу коллекции составляют находящиеся на ходу экземпляры основных моделей трамваев и троллейбусов, массово использовавшихся в Санкт-Петербурге, эксплуатация которых была прекращена. Территориально Экспозиционно-выставочный комплекс расположен в ангарах бывшего Василеостровского трамвайного парка. Коллекция занимает два из трёх исторических корпусов парка, откуда в 1907 году вышел первый трамвай Санкт-Петербурга.

## Парад трамваев
Трамвайные вагоны массово выходили на линии 29 сентября 2012 года во время парада, посвящённого 105-летию санкт-петербургского трамвая. Тогда две колонны в составе вагонов «Brush» (1028), МС-1 (1877), МС-4 и МСП-3 (2424 и 2384), ЛМ-33 и ЛП-33 (4275 и 4454), ЛМ-47 и ЛП-47 (3521 и 3584), ЛМ-49 и ЛП-49 (3691 и 3990), ЛМ-57 (5148), ЛМ-68 (6249) и ЛМ-68М (2423) проследовали по маршруту Средний проспект — Инженерная улица (одна колонна — через Литейный мост, другая — через Троицкий).

## Парад троллейбусов
Троллейбусы массово выходили на парад в честь 75-летнего юбилея 22 октября 2011 года в составе ЯТБ-1 № 44, 1936 года выпуска; МТБ-82Д № 226, 1947 года выпуска; ЗиУ-5Г № 143, 1967 года выпуска; ЗиУ-682Б № 4409, 1972 года выпуска; КТГ-1 №ТЛ-1, 1976 года выпуска. К ним присоединились современные машины БКМ-321 № 3441, 2008 года выпуска; ВМЗ-5298.01-50 «Авангард» № 2328, 2010 года выпуска; ТролЗа-5265 «Мегаполис» № 6401, 2010 года выпуска. Троллейбусы проследовали от площади Александра Невского через Невский проспект до Конногвардейского бульвара и обратно.

## Блокадный трамвай
Ежегодно в памятные для горожан даты проводятся выезды трамваев, переживших годы блокады. С ветеранами и блокадниками вагоны следуют по различным маршрутам, с остановками и возложением цветов к мемориальным объектам, таким как тяговая подстанция на Фонтанке[значимость факта?].

## Специальные программы и экскурсии

### «Детские дни в Петербурге»
Музей городского электрического транспорта несколько раз участвовал в ежегодном фестивале «Детские дни в Петербурге» в основной, параллельной программах, программе «Что я тут забыл?» для подростков. В 2017 году в рамках фестиваля в музейном трамвае работала музейная гостиная для подростков. 26 октября 2017 года в Музее ГЭТ торжественно открылся XIII фестиваль «Детские дни в Петербурге».

### Ночь музеев
В ночь с 21 на 22 мая 2011 года музей впервые принял участие в акции «Ночь музеев». В рамках этой акции его посетили около 2700 человек. Также в ночь с 21 на 22 мая 2011 года в рамках акции «Ночь музеев» навстречу друг другу от площади Труда и проспекта Бакунина курсировали троллейбусы ЯТБ-1 и МТБ-82Д соответственно. В 2012 году по этому же маршруту ездили троллейбусы МТБ-82Д, ЗиУ-5Г и ЗиУ-682Б, а музей за ночь принял 3 300 посетителей.

## История создания музея
Интерес к городской технике появился в России относительно поздно — в 1970-х годах, когда отдельные энтузиасты стали собирать коллекции. 29 сентября 1967 года в южном депо был открыт музей истории трамвайного парка, первый музей подобного типа в стране. И только в 1990-е годы началась активная работа по восстановлению подвижного ретросостава и организации музея, предназначенного для публичных посещений.
Фактически музейная коллекция ведёт историю с 1997 года. К празднованию 90-летия петербургского трамвая были отреставрированы почти все основные образцы трамваев, работавших в Петербурге. А уже в 2000 году начинает формироваться центральное музейное предприятие: вагоны были размещены в ангаре трамвайного парка № 2 на Среднем проспекте Васильевского острова.
Впоследствии была начата реставрация старых автобусов и троллейбусов. Первым стал троллейбус ЯТБ-1, найденный в Ленинградской области на дачном участке — на данный момент единственный сохранившийся в мире экземпляр. Реставрация шла четыре года.
После появления осенью 2009 года информации о возможном скором закрытии музея начались акции протеста горожан, не согласных с решением чиновников.

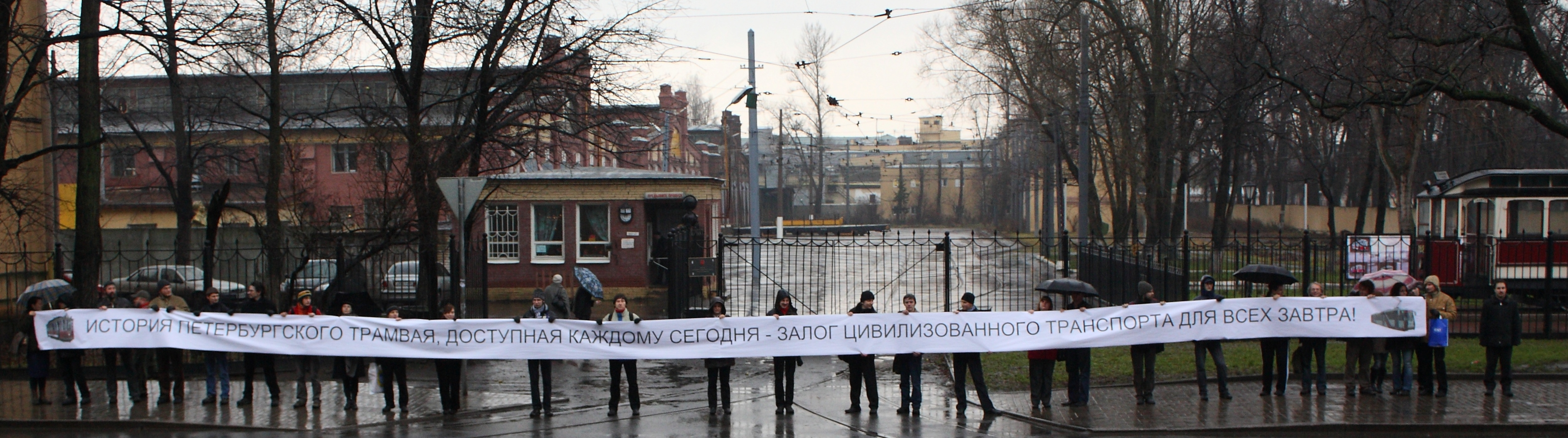
Акция протеста у ворот Василеостровского трампарка 28 ноября 2009 г.

## Коллекция Экспозиционно-выставочного комплекса
В настоящий момент в Экспозиционно-выставочном комплексе содержится подвижной состав, насчитывающий 46 вагонов трамваев и 18 троллейбусов, которые собраны в двух ангарах. Представлены экземпляры всех трамвайных вагонов, массово использовавшихся в Петербурге и эксплуатация которых была прекращена.

### Трамваи
| Модель                   | Бортовой номер | Фотография | Завод-изготовитель                                         | Дата изготовления | Заводской номер | Примечания                                                        |
| ------------------------ | -------------- | ---------- | ---------------------------------------------------------- | ----------------- | --------------- | ----------------------------------------------------------------- |
| Вагон конки              | 114            |            |                                                            | 1980-е            |                 | репликар на базе грузовой платформы                               |
| «Brush»                  | 1028           |            | «Brush Electrical Engineering Company»/«Красный Путиловец» | 1927              |                 | репликар на базе МС                                               |
| МС-1                     | 1877           |            | «Красный Путиловец»                                        | 1929              |                 |                                                                   |
| МС-1                     | 2092           |            | «Красный Путиловец»                                        | 1931              |                 | Ожидает реставрации                                               |
| МС-2                     | 2135           |            | «Красный Путиловец»                                        | 1932              |                 |                                                                   |
| МС-2                     | 2146           |            | «Красный Путиловец»                                        | 1932              |                 | Ожидает реставрации                                               |
| МСП-3                    | 2384           |            | «Красный Путиловец»                                        | 1932              |                 | Сцепка 2424—2384                                                  |
| МС-4                     | 2424           |            | «Красный Путиловец»                                        | 1932              |                 | Сцепка 2424—2384                                                  |
| МС-4                     | 2492           |            | «Красный Путиловец»                                        | 1933              |                 | Ожидает реставрации                                               |
| МСО-4                    | 2575           |            | «Красный Путиловец»                                        | 1933              |                 |                                                                   |
| МС-4                     | 2642           |            | «Красный Путиловец»                                        | 1933              |                 | Ожидает реставрации                                               |
| ЛМ-33                    | 4275           |            | Ленинградский вагоноремонтный завод                        | 1936              |                 | Сцепка 4275-4454                                                  |
| ГМ-33                    | 4435           |            | Ленинградский вагоноремонтный завод                        | 1940              |                 | Грузовой, кран на базе ЛМ-33, отреставрирован в 2024 году         |
| ЛП-33                    | 4454           |            | Ленинградский вагоноремонтный завод                        | 1937              |                 | Сцепка 4275-4454                                                  |
| ГМу                      | 1867           |            | Ленинградский вагоноремонтный завод                        | 1940              |                 | Грузовой                                                          |
| ГМц                      | Г-70           |            | Ленинградский вагоноремонтный завод                        | 1940              |                 | Поливомоечный. Ожидает реставрации                                |
| ГП-10                    | 60             |            |                                                            | 1930-е            |                 | Прицеп-цистерна                                                   |
| МВ                       | ВВ-2           |            |                                                            | 1910-е            |                 | Вышка контактной сети на раме вагона типа МВ. Ожидает реставрации |
| ГП-10                    |                |            |                                                            | 1900-е (?)        |                 | С барабаном. Ожидает реставрации                                  |
| ГП-10                    | Г-24           |            |                                                            | 1925 (?)          |                 | Ожидает реставрации                                               |
| ГП-10                    | 543            |            |                                                            | 1956 (?)          |                 | Ожидает реставрации                                               |
| Кран Путиловского завода | К-1            |            | Красный Путиловец                                          | 1927              |                 | Вагон — кран                                                      |
| ЛМ-47                    | 3521           |            | Ленинградский вагоноремонтный завод                        | 1948              |                 | Сцепка 3521-3584                                                  |
| ЛМ-47                    | 3543           |            | Ленинградский вагоноремонтный завод                        | 1948              |                 | Песковоз, ожидает реставрации                                     |
| ЛМ-47                    | 3802           |            | Ленинградский вагоноремонтный завод                        | 1949              |                 | Крановая платформа, ожидает реставрации                           |
| ЛП-47                    | 3584           |            | Ленинградский вагоноремонтный завод                        | 1949              |                 | Сцепка 3521-3584                                                  |
| ЛМ-49                    | 3691           |            | Ленинградский вагоноремонтный завод                        | 1950              |                 | Сцепка 3691-3990                                                  |
| ЛП-49                    | 3990           |            | Ленинградский вагоноремонтный завод                        | 1965              |                 | Сцепка 3691-3990                                                  |
| ЛМ-57                    | 5148           |            | Ленинградский вагоноремонтный завод                        | 1968              |                 |                                                                   |
| ЛМ-57                    | 5422           |            | Ленинградский вагоноремонтный завод                        | 1969              |                 | Голый кузов, ожидает реставрации                                  |
| ЛМ-57                    | 5733           |            | Ленинградский вагоноремонтный завод                        | 1964              |                 | Вагон-лаборатория контактной сети                                 |
| ЛМ-68                    | 6249           |            | Ленинградский вагоноремонтный завод                        | 1974              |                 |                                                                   |
| ЛМ-68М                   | 2423           |            | Ленинградский вагоноремонтный завод                        | 1978              | 405             |                                                                   |
| 71-605                   | 0944           |            | Усть-Катавский вагоностроительный завод                    | 1983              | 008336(?)       |                                                                   |
| 71-605                   | 0943           |            | Усть-Катавский вагоностроительный завод                    | 1983              |                 | Ожидает реставрации                                               |
| РС-78                    | РС-002         |            | Ленинградский вагоноремонтный завод                        | 1985              | 002             | Рельсосварочный вагон. Ожидает реставрации                        |
| ВТК-79М1                 | ПУВ-01         |            |                                                            | 1996.11           | 4               | Вагон-пылесос. Ожидает реставрации                                |
| ГС-4                     | ГС-339         |            |                                                            | 1987              |                 | Снегоочиститель                                                   |
| ЛВС-86А                  | 2200           |            | Ленинградский вагоноремонтный завод                        | 1988              | 1018            | Ожидает реставрации                                               |
| ЛВС-89                   | 3076           |            | Ленинградский вагоноремонтный завод                        | 1989              | 1076            |                                                                   |
| 71-88Г                   | 2125           |            | Ленинградский вагоноремонтный завод                        | 1990              | 2125            | Двухкабинный                                                      |
| ЛВС-93                   | 3280           |            | Петербургский трамвайно-механический завод                 | 1994              | 002             |                                                                   |

### Троллейбусы
| Модель           | Бортовой номер | Фотография | Завод-изготовитель                    | Дата изготовления | Заводской номер | Примечания                                          |
| ---------------- | -------------- | ---------- | ------------------------------------- | ----------------- | --------------- | --------------------------------------------------- |
| ЯТБ-1            | 44             |            | Ярославский автомобильный завод       | 1936              |                 | Единственный сохранившийся экземпляр данной модели  |
| ЯТБ-2            | 118            |            | Ярославский автомобильный завод       | 1938 (?)          |                 | Единственный сохранившийся экземпляр данной модели  |
| МТБ-82Д          | 226            |            | Тушинский авиастроительный завод № 82 | 1947              |                 |                                                     |
| МТБ-82Д          | 309            |            | Троллейбусный завод ТТУЛа             | 1957              |                 | Ждёт реставрации                                    |
| МТБ-82Д          |                |            | Завод имени Урицкого                  | 1961              |                 | С прицепом. Ждёт реставрации                        |
| Прицеп к МТБ-82Д |                |            | Троллейбусный завод ТТУЛа             | 1963              |                 | Прицеп. Ждёт реставрации                            |
| ЗиУ-5            | 601            |            | Завод имени Урицкого                  | 1960              |                 | Ждёт реставрации                                    |
| ЗиУ-5А           | 2308           |            | Завод имени Урицкого                  | 1961              |                 | Агитационный. Ждёт реставрации                      |
| ЗиУ-5Г           | 143            |            | Завод имени Урицкого                  | 1967              |                 |                                                     |
| ЗиУ-5Д           | 2318           |            | Завод имени Урицкого                  | 1972              |                 | Ждёт реставрации                                    |
| ЗиУ-682Б         | 4409           |            | Завод имени Урицкого                  | 1972              |                 | Переделан из ЗиУ-682УА № 4629                       |
| ЗиУ-682УА        | 1673           |            | Завод имени Урицкого                  | 1980              |                 | Ждёт реставрации                                    |
| ЗиУ-682ВООМ      | 6114           |            | Завод имени Урицкого                  | 1987              |                 | Ждёт реставрации. Голова троллейбусного поезда      |
| ЗиУ-682ВООП      | 6113           |            | Завод имени Урицкого                  | 1987              |                 | Ждёт реставрации. Хвост троллейбусного поезда       |
| ЗиУ-683БОО       | 5102           |            | Завод имени Урицкого                  | 1992              |                 | Ждёт реставрации                                    |
| КТГ-1            |                |            | Киевский завод электротранспорта      |                   |                 | Троллейкар. Ждёт реставрации                        |
| КТГ-2            | ГТ-730         |            | Киевский завод электротранспорта      |                   |                 | Троллейкар                                          |
| КТГ-1 ЛКС        | ТЛ-1           |            | Киевский завод электротранспорта      | 1976              |                 | Троллейкар. Лаборатория контактной сети             |
| КТГ-1 ВКС        |                |            | Киевский завод электротранспорта      | 1984, 2000        |                 | Троллейкар. Ждёт реставрации. Вышка контактной сети |
| Тролза-62052.02  | 4125           |            | ТролЗа                                | 2005              |                 | Ожидает восстановления                              |

## Угроза расформирования музея
- В 2009 году губернатором Санкт-Петербурга была высказана идея отдать территорию трампарка под застройку. Планировалось построить ряд коммерческих объектов, включая офисы и гостиницы, конгресс-центр, теле-фабрику и концертный зал «Дворец искусств»[30]. Участок будет осваиваться дочерними структурами фирмы TriGránit[31][32].
- 18 февраля 2009 года петербургским парламентом был утверждён запрос губернатору Санкт-Петербурга Валентине Матвиенко о судьбе музея. В частности, обращалось внимание на заявления Валентины Матвиенко о сохранении музея и свободного доступа к нему на территории трамвайного парка № 2 при реализации инвестиционных проектов[33][34].
- 27 ноября 2009 года было объявлено о том, что на заседании Градостроительного совета была утверждена концепция застройки территории. Возможность сохранения музея и подвижного состава в нём в качестве экспонатов в опубликованным проекте не предусмотрена: трамваи либо будут оставлены на территории комплекса в статичном состоянии (подъездные пути будут демонтированы), либо музей будет выведен за пределы застраиваемой территории[35][36][37][38][39].
- Представители общественной организации «Петербуржцы — за общественный транспорт» отнеслись к проекту застройки территории парка скептически, пояснив, что трёх полусараев не хватит для размещения всех экспонатов и что из-за нехватки места фонды музея будут уничтожены и не будет возможности расширения экспозиции[40][41][42].
- 15 декабря 2010 года в Доме учёных состоялось заседание секции «Проблем транспорта и транспортных сооружений», посвящённое обсуждению «Концепции организации и развития Музея городского транспорта на базе Василеостровского трамвайного парка как интерактивного музейного комплекса и научно-технического центра»[25][43].
- Градозащитники обращались в Прокуратуру Петербурга, в Общественную палату и в Министерство культуры с требованием принять меры в связи с многочисленными грубыми нарушениями законодательства[44][45]. Письма в защиту наследия направили также Михаил Борисович Пиотровский и Всероссийское общество охраны памятников истории и культуры (ВООПИиК), однако ответа не последовало.
- Правительство Санкт-Петербурга 11 июля 2011 года подписало соглашение о государственно-частном партнерстве между Санкт-Петербургом и ЗАО «Инвестстрой» (структура TriGránit) о проектировании, строительстве и последующей эксплуатации общественно-делового центра «Дворец искусств»[46][47]. В рамках соглашения о ГЧП, инвестору из городского бюджета планировалось возвратить до 15 млрд рублей инвестиций[48][49][50]. Однако условия соглашения — решить правовые вопросы к 1 декабря 2011 года — выполнены не были.
- В конце 2011 года команда нового губернатора Г. С. Полтавченко засомневалась в целесообразности реализации проекта «Дворец искусств». Более того, были высказаны предложения по сохранению исторического комплекса депо и организации на его основе технологического музея[51][52]. Создать последний, но с сохранением всех ангаров депо вызвался всё тот же TriGránit[53].
- 28 апреля 2012 года Правительство Санкт-Петербурга приняло постановление о прекращении соглашения о строительстве в рамках ГЧП общественно-делового центра «Дворец искусств»[54].